# Богомолов, Александр Александрович (Герой Социалистического Труда)
Алекса́ндр Алекса́ндрович Богомо́лов (13 февраля 1929, Тайга — 29 октября 1977) — бортмеханик Якутского территориального управления гражданской авиации.

## Биография
Родился в городе Тайга (ныне — Кемеровской области) в русской семье служащего.
С 1950 года, по окончании Актюбинской школы авиамехаников, работал авиатехником в Якутском аэропорту. С 1952 года, получив профессию бортового механика, летал в экипаже Ил-14, после 1963 года — бортмехаником в экипаже Ан-24. К 1977 году имел налёт более 17 000 часов.
16 апреля 1963 года удостоен звания Героя Социалистического Труда.
Избирался депутатом Верховного Совета Якутской АССР, депутатом Верховного Совета СССР 9 созыва.
Погиб при аварии вертолёта 29 октября 1977 года. Похоронен на Вилюйском кладбище Якутска.

### Семья
Жена — Нинель Алексеевна.
Дети — Марина, Александр.

## Награды
- медаль «Серп и Молот» Героя Социалистического Труда и орден Ленина (16.4.1963) — за самоотверженный труд и выдающиеся достижения в освоении авиационной техники Гражданского воздушного флота
- знак «Отличник Аэрофлота»
- знак «За безаварийный полёт 17000 часов»[1].

## Память
В Якутске на доме, где жил А. А. Богомолов, установлена мемориальная доска.